# Cratere Eudoxus (Marte)
Eudoxus è un cratere sulla superficie di Marte.
Il cratere è dedicato all'astronomo greco Eudosso di Cnido.